# Canada ai Giochi della XXXI Olimpiade
Il Canada ha partecipato ai Giochi della XXXI Olimpiade, che si sono svolti a Rio de Janeiro, Brasile, dal 5 al 21 agosto 2016, con una delegazione di 310 atleti impegnati in 31 discipline. Portabandiera alla cerimonia di apertura è stata Rosie MacLennan, alla sua terza Olimpiade.
Sono state conquistate in tutto 22 medaglie di cui 4 d'oro, 3 d'argento e 15 di bronzo, che hanno collocato il Canada al ventiduesimo posto nel medagliere complessivo.

## Medagliere

### Per disciplina
| Sport            | Oro | Argento | Bronzo | Totale |
| ---------------- | --- | ------- | ------ | ------ |
| Atletica leggera | 1   | 1       | 4      | 6      |
| Nuoto            | 1   | 1       | 4      | 6      |
| Ginnastica       | 1   | 0       | 0      | 1      |
| Lotta            | 1   | 0       | 0      | 1      |
| Canottaggio      | 0   | 1       | 0      | 1      |
| Ciclismo         | 0   | 0       | 2      | 2      |
| Tuffi            | 0   | 0       | 2      | 2      |
| Calcio           | 0   | 0       | 1      | 1      |
| Equitazione      | 0   | 0       | 1      | 1      |
| Rugby a 7        | 0   | 0       | 1      | 1      |
| Totale           | 4   | 3       | 15     | 22     |

### Medaglie
| Medaglia | Atleta | Sport            | Evento                         |
| -------- | --- | ---------------- | ------------------------------ |
| Oro      | Derek Drouin | Atletica leggera | Salto in alto                  |
| Oro      | Rosie MacLennan | Ginnastica       | Trampolino                     |
| Oro      | Erica Wiebe | Lotta libera     | 75 kg                          |
| Oro      | Penny Oleksiak | Nuoto            | 100 m stile libero             |
| Argento  | Andre De Grasse | Atletica leggera | 200 m                          |
| Argento  | Lindsay Jennerich Patricia Obee | Canottaggio      | Due di coppia pesi leggeri     |
| Argento  | Penny Oleksiak | Nuoto            | 100 m farfalla                 |
| Bronzo   | Andre De Grasse | Atletica leggera | 100 m                          |
| Bronzo   | Damian Warner | Atletica leggera | Decathlon                      |
| Bronzo   | Brianne Theisen-Eaton | Atletica leggera | Eptathlon                      |
| Bronzo   | Andre De Grasse Aaron Brown Andre De Grasse Akeem Haynes Brendon Rodney Mobolade Ajomale | Atletica leggera | Staffetta 4×100 m              |
| Bronzo   | Allison Beveridge Laura Brown Jasmin Glaesser Kirsti Lay Georgia Simmerling | Ciclismo         | Inseguimento a squadre         |
| Bronzo   | Catharine Pendrel | Ciclismo         | Cross country                  |
| Bronzo   | Eric Lamaze | Equitazione      | Salto ostacoli individuale     |
| Bronzo   | Meaghan Benfeito | Tuffi            | Piattaforma 10 m               |
| Bronzo   | Meaghan Benfeito Roseline Filion | Tuffi            | Piattaforma 10 m sincro        |
| Bronzo   | Stephanie Labbé Allysha Chapman Kadeisha Buchanan Shelina Zadorsky Rebecca Quinn Deanne Rose Rhian Wilkinson Diana Matheson Josée Bélanger Ashley Lawrence Desiree Scott Christine Sinclair Sophie Schmidt Melissa Tancredi Nichelle Prince Janine Beckie Jessie Fleming Sabrina D'Angelo | Calcio           | Torneo femminile               |
| Bronzo   | Kylie Masse | Nuoto            | 100 m dorso                    |
| Bronzo   | Hilary Caldwell | Nuoto            | 200 m dorso                    |
| Bronzo   | Sandrine Mainville Penny Oleksiak Chantal van Landeghem Michelle Williams Taylor Ruck | Nuoto            | Staffetta 4x100 m stile libero |
| Bronzo   | Katerine Savard Penny Oleksiak Emily Overholt Brittany MacLean Taylor Ruck Kennedy Goss | Nuoto            | Staffetta 4x200 m stile libero |
| Bronzo   | Brittany Benn Hannah Darling Bianca Farella Jen Kish Ghislaine Landry Megan Lukan Kayla Moleschi Karen Paquin Kelly Russell Ashley Steacy Natasha Watcham-Roy Charity Williams | Rugby a 7        | Torneo femminile               |

## Risultati

### Nuoto
Femminile
| Atleta                                                                                 | Evento                    | Batterie | Batterie   | Semifinali      | Semifinali      | Finale          | Finale          |
| Atleta                                                                                 | Evento                    | Tempo    | Classifica | Tempo           | Classifica      | Tempo           | Classifica      |
| -------------------------------------------------------------------------------------- | ------------------------- | -------- | ---------- | --------------- | --------------- | --------------- | --------------- |
| Penny Oleksiak                                                                         | 100 m farfalla            | 56"73    | 3ª         | 57"10           | 5ª              | 56"46           | Argento         |
| Noemi Thomas                                                                           | 100 m farfalla            | 58"27    | 17ª        | non qualificata | non qualificata | non qualificata | non qualificata |
| Emily Overholt                                                                         | 400 m misti               | 4:36"54  | 8ª C       | N.D.            | N.D.            | 4:34"70         | 5ª              |
| Sydney Pickrem                                                                         | 400 m misti               | 4:38"06  | 12ª        | N.D.            | N.D.            | non qualificata | non qualificata |
| Sandrine Mainville Chantal van Landeghem Taylor Ruck Penny Oleksiak Michelle Williams* | 4×100 m libero            | 3:33"84  | 3ª RN C    | N.D.            | N.D.            | 3:32"89 RN      | Bronzo          |
| Kylie Masse                                                                            | 100 metri dorso femminili | 59"07    | 3ª C       | 59"06           | 5ª C            | 58"76           | Bronzo          |
| Dominique Bouchard                                                                     | 100 metri dorso femminili | 1'00"18  | 12ª C      | 1'00"54         | 12ª             | non qualificata | non qualificata |

- Nuotato in manche unica

| Atleta        | Evento       | Batterie | Batterie   | Semifinali      | Semifinali      | Finale          | Finale          |
| Atleta        | Evento       | Tempo    | Classifica | Tempo           | Classifica      | Tempo           | Classifica      |
| ------------- | ------------ | -------- | ---------- | --------------- | --------------- | --------------- | --------------- |
| Ryan Cochrane | 400 m libero | 3:45,83  | 11ª        | N.D.            | N.D.            | non qualificato | non qualificato |
| Jason Block   | 100 m rana   | 1:00"71  | =24ª       | non qualificato | non qualificato | non qualificato | non qualificato |